# Peroksisom
Peroksisóm je z dvoslojno membrano obdan celični organel, prehodno poznan pod imenom mikrotelo, ki ga najdemo v citoplazmi skoraj vseh evkariontov. Peroksisomi so oksidativni organeli, kjer molekularni kisik služi kot substrat, iz katerega se tvori vodikov peroksid (H2O2). Ime peroksisomi izhaja iz njihove funkcije: tvorjenja in odstranjevanja vodikovega peroksida. Poleg pretvarjanja vodikovega peroksida, peroksisomi vsebujejo encime za različne metabolične reakcije.  Peroksisomi imajo ključno vlogo pri presnovi lipidov in pretvorbi reaktivnih kisikovih spojin.  Sodelujejo pri biosintezi plazmalogov, tj. etrskih fosfolipidov, ki so kritični za normalno delovanje možganov in pljuč sesalcev.  Vsebujejo tudi dva encima, ki sta del pentoza fosfatne poti, glukoza-6-fosfat dehidrogenaza in 6-fosfoglukonat dehidrogenaza.  Predvideva se tudi, da so peroksisomi vključeni v sintezo izoprenoidov in holesterola pri živalih. Druge znane funkcije peroksisomov vključujejo cikel glikoksilata v kalečih semenih ("glioksisomi"), fotorespiracijo v listih, glikoliza v tripanosomih ("glikosomi")  ter oksidacija metanola in/ali aminov v nekaterih kvasovkah. 
Peroksisom nima lastnega genoma, zato so vsi proteini v organelu, imenovani peroksini, kodirani na jedrnem genomu. Tako kot mitohondriji in kloroplasti nastajajo novi peroksisomi iz že obstoječih, lahko pa tudi nastanejo z brstenjem iz endoplazmatskega retikuluma. Trenutno je 36 znanih peroksinov, ki sodelujejo v biogenezi in vzdrževanju peroksisomov v različnih organizmih. Pri sesalcih je znanih 13. 

## Zgodovina
Peroksisome je prvi opisal švedski doktorski študent J. Rhodin leta 1954.  Kasneje, leta 1967, jih je belgijski citolog Christian de Duve opredelil kot organele.  S sodelavci je odkril, da peroksisomi vsebujejo več oksidaz, ki sodelujejo pri proizvodnji vodikovega peroksida (H2O2), pa tudi katalaz, ki sodelujejo pri razgradnji vodikovega peroksida na kisik (O2) in vodo (H2O). Zaradi njihove vloge v presnovi peroksida jih je De Duve poimenoval "peroksisomi" in to ime je nadomestilo prej uporabljen morfološki izraz "mikrotelesa". 

## Struktura
Peroksisomi so majhni celični organeli (0.1-1 µm diameter) obdani z enojno dvoslojno membrano. Peroksisom predstavlja celični predelek, kjer se ustvarja optimalno okolje za različne presnovne reakcije, ki so potrebne za ohranjanje celičnih funkcij in preživetje organizma.  Število, velikost in proteinska sestava peroksisomov je različna in odvisna od vrste celic in razmer, v katerih celica živi. Primer, pri pekovskem kvasu (S. cerevisiae) so opazili, da imajo ob dobri oskrbi z glukozo celice le nekaj majhnih peroksisomov. Ko pa so kvasovke oskrbovane z dolgoverižnimi maščobnimi kislinami kot edinim vir ogljika, lahko nastane do 20 do 25 velikih peroksisomov. 

## Funkcije
Peroksisomi vsebujejo vsaj 50 različnih encimov, ki so udeleženi v različnih biokemičnih reakcijah pri različnih tipih celic. Originalno so bili definirani kot organeli, v katerih poteka oksidacija molekul, kot so maščobne kisline, metanol, aminokisline, purini in sečna kislina, pri čemer nastaja vodikov peroksid (H2O2). Glavna funkcija peroksisomov je razpad zelo dolgoverižnih maščobnih kislin v procesu beta oksidacije. V živalskih celicah se dolgoverižne maščobne kisline pretvorijo v srednjeverižne maščobne kisline, in se v mitohondrijih s časoma razgradijo na ogljikov dioksid (CO2) in vodo (H2O. V kvasovkah in rastlinskih celicah ta proces poteka izključno v peroksisomih. 
Peroksisomi vsebujejo oksidativne encime, na primer oksidazo D-aminokislin in oksidazo sečne kisline.  Ti encimi v peroksisomu z uporabo molekularnega kisika v oksidativni reakciji odstranijo vodikove atome iz specifičnih organskih substratov (R), pri čemer nastane vodikov peroksid (H2O2), ki je za celice strupen:
{\displaystyle \mathrm {RH} _{\mathrm {2} }+\mathrm {O} _{\mathrm {2} }\rightarrow \mathrm {R} +\mathrm {H} _{2}\mathrm {O} _{2}}
Katalaza, drug peroksisomalni encim, uporablja nastali vodikov peroksid (H2O2) za oksidacijo drugih substratov, vključno s fenoli, mravljično kislino, formaldehidom in alkoholom. To poteka s peroksidacijsko reakcijo, s katero se vodikov peroksid odstranjuje:
{\displaystyle \mathrm {H} _{2}\mathrm {O} _{2}+\mathrm {R'H} _{2}\rightarrow \mathrm {R'} +2\mathrm {H} _{2}\mathrm {O} }
Ta reakcija poteka intenzivno v peroksisomih jetrnih in ledvičnih celic, kjer peroksisomi razgrajujejo različne strupene snovi, ki jih zaužijemo s hrano. Približno 25% etanola, ki ga človek zaužije s pitjem alkoholnih pijač, se v procesu detoksifikacije s to reakcijo oksidira v acetaldehid.  Kadar se v celici nabere presežek vodikovega peroksida (H2O2), je v peroksisomih encim katalaza, ki ga razgradi na vodo (H2O) in kisik (O2):
{\displaystyle 2\mathrm {H} _{2}\mathrm {O} _{2}\rightarrow 2\mathrm {H} _{2}\mathrm {O} +\mathrm {O} _{2}}
V višjih rastlinah peroksisomi vsebujejo tudi druge antioksidativne encime, kot je superoksid dismutaza, sestavine cikla askorbat-glutation in NADP-dehidrogenaze pentozno-fosfatne poti. Dokazano je, da peroksisomi ustvarjajo superoksidne (O2 • -) in dušikove okside (• NO) radikale.  Te radikale imenujemo reaktivne kisikove zvrsti, ki naj bi vključno s peroksisomskim vodikovim peroksidom (H2O2), bile tudi pomembne signalne molekule v rastlinah in živalih. Signalne molekule omogočajo komunikacijo znotraj celice in med celicam, ter prispevajo k zdravemu staranju in starostnim motnjam pri ljudeh. 

### Funkcija v živalskih celicah
Pri živalih so peroksisomi pomembni tudi za sintezo lipidov, kot so holesterol, dolihol in plasmalogeni. Prve reakcije pri nastajanju plazmalogena v živalskih celicah potekajo prav v peroksisomih. Plazmalogen je najpogostejši fosfolipid v mielinu. Posledica pomanjkanja plazmalogov povzroči nepravilnosti v mielinaciji živčnih celic, kar je eden od razlogov, da številne motnje v delovanju peroksisomov vplivajo na živčni sistem.  Peroksisomi igrajo tudi vlogo pri proizvodnji žolčnih kislin, pomembnih za absorpcijo maščob in vitaminov topnih v maščobah, kot sta vitamina A in K. 
Presnovne poti, ki se pojavljajo izključno pri peroksisomih sesalcev, so: 
- α-oksidacija fitinske kislline,
- β-oksidacija zelo dolgoverižnih in polinenasičenih maščobnih kislin,
- biosinteza plazmalogov,
- konjugacija holne kisline kot del sinteze žolčne kisline.

### Funkcija v rastlinskih celicah
Pri rastlinah so peroksisomi udeleženi predvsem pri rasti in fotosintezi. V semenih pretvarjajo rezervne maščobne kisline v glukozo in druge molekule za rast rastline preko glikoksilatnega cikla. V tem kontekstu so pogosto imenovani tudi kot glioksisomi. V listih so udeleženi v procesu, imenovanem fotorespiracija. Encim ribuloza bifosfat karboksilaza (rubisco) lahko katalizira adicijo kisika (O2) namesto ogljikovega dioksida (CO2) na ribuloza-1,5-bifosfat, zaradi česar nastane ena molekula 3-fosfoglicerata in ena molekula fosfoglikolata, ki pa ni uporaben za fotosintezo. Ta je najprej prenesen v peroksisom, kjer je spremenjen v glicin, ki je nato prenesen v mitohondrij in spremenjen v serin. Ta se vrne nazaj v peroksisom, kjer je spremenjen v glicerat, ki se v končni fazi vrne nazaj v kloroplast in se vključi v Krebsov cikel. Tako je peroksisom preko fotorespiracije pomemben za ekonomično porabo ogljika v glikolatu.

### Obrambna funkcija
Peroksisomi imajo tudi obrambno funkcijo. Kadar pri rastlinah nastopi napad gliv, se peroksisomi polarizirajo ter s tem preprečujejo njihov prodor v celice. Infekcija povzroči nastanek glukozinolata – antimikotične molekule, ki je prenesena na zunanjost celic s pomočjo peroksisomalnih proteinov (PEN2 in PEN3).  Tudi peroksisomi pri sesalcev prispevajo k protivirusni obrambi  in v boju proti patogenom. 

## Nastanek peroksisomov
Peroksisomi nastajajo z delitvijo že obstoječih peroksisomov, pod določenimi eksperimentalnimi pogoji pa tudi z brstenjem iz endoplasmatskega retikuluma.  Po nastanku novega peroksisoma morajo ti pridobiti nove proteine in lipide. 
- Peroksisomski matrični proteini se pred uvozom prevedejo v citoplazmi. Specifična zaporedja aminokislin ali signalne sekvence (PTS ali peroxisomal targeting signal) na C-terminalnem delu (PTS1) ali N-terminalnem delu (PTS2) peroksisomalnih matričnih proteinov signalizirajo, da je ciljni organel peroksisom. Peroksisom tarčni signal 1 ali PTS1 je sestavljen iz treh aminokislin, Ser-Lys-Leu, peroksisom tarčni signal 2 ali PTS2 pa je sestavljena iz devetih aminokislin. PTS1 in PTS2 prepoznajo citosolna receptorja, peroksina Pex5 in Pex7, ki pospremita tarčne proteine do peroksisoma. Ko dosežejo peroksisom, se tarčni proteini translocirajo preko membrane v matriks peroksisomov, receptorja pa se vrneta v citosol. Za recikliranje receptorjev Pex5 in Pex7 naj bi bila potrebna hidroliza ATP, za izvoz Pex5 pa naj bi bila ključnega pomena tudi ubikvitinacija. Za razliko od uvoza proteinov v ER ali mitohondrije, za uvoz proteinov v matriks peroksisomov za proteine ni potrebno, da so v razvitem stanju. [1]
- Drugi, poseben način, kako matrični peroksosimalni protein dosežejo peroksisome, je s “piggy backing” mehanizmom. Pri tem mehanizmu tarčni protein ni vključena kanonična signalna sekvenca za uvoz v peroksisom, ampak se tarčni protein poveze z drugim proteinom, ki ima peroksosimalno sekvenco in je namenjen v peroksisom. Ob vezavi tvorita kompleks ter se skupaj preneseta v matriks peroksisoma. [24]
- Za vstavljanje peroksosimlanih membranskih proteinov (PMP) so pri sesalcih potrebni peroksini PEX19, PEX3 in PEX16. PEX19 je PMP receptor in šparon, ki veže PMP in jih usmeri na peroksisomsko membrano. Tam deluje s PEX3, peroksisomski integralni membranskim proteinom, ki prepozna Pex19 in omogoči, da se PMP vstavijo v peroksisomsko membrano. [25]

## Razgradnja peroksisomov
Razgradnja peroksisomov se imenuje peksofagija. 

## Interkacije peroksisomov in komunikacija
Zaradi mnogo različnih funkcij imajo peroksisomi dinamične interakcije in sodelovanje z mnogimi organeli. To so endoplazemski retikulum (ER), mitohondriji, maščobne kapljice in lizosomi ali vakuolami. 
Peroksisomi so povezani z mitohondriji v več presnovnih poteh, vključno z β-oksidacijo maščobnih kislin in presnovo reaktivnih kisikovih spojin.  Oba organela sta v tesnem stiku z endoplazemskim retikulumom (ER) in si delita več različnih proteinov, vključno s tistimi, ki sodelujejo pri njuni cepitvi. Peroksisomi tudi sodelujejo z endoplazemskim retikulumom (ER) pri sintezi etrskih lipidov (plazmalogenov), ki so pomembni za živčne celice (glejte zgoraj). Fizični stik med organeli so membranska kontaktna mesta, kjer sta membrani dveh organelov fizično privezani. S tem se omogoči hiter prenos majhnih molekul. Takšna kontaktna mesta omogočijo komunikacijo med organeli in so ključna za koordinacijo celičnih funkcij in s tem za zdravje ljudi. 

## Medicinski pomen
Mutacije genov, ki kodirajo peroksine ali receptorje za te, lahko povzročijo resna obolenja pri človeku. Pri nekaterih boleznih je mutiran en ali več genov. Pri drugih pa je pride do mutacije na odsekih za PTS1 ali PTS2, posledica katerih je, da peroksini niso zmožni preiti v organel in so zato prisotni v citosolu. Peroksisomske motnje so vrsta zdravstvenih stanj, ki običajno vplivajo na človeški živčni sistem in na številne druge organe. Primer obolenja, ki vključuje peroksisome, je Zellwegerjev sindrom, ki je smrten (letalen) v prvih desetih letih življenja, zelo pogosta pa je tudi adrenolevkodistrofija.

## Evolucijski izvori
Proteini, peroksini, peroksisomov se razlikuje glede na vrsto ali organizem. Ker je mnogo takšnih, ki so skupni razničnim vrstam, predvidevajo, da so peroksisomi endosimbiotskega izvora. Teorija temelji na tem, da so se peroksisomi razvili iz bakterij, ki so kot paraziti vdrle v večje celice in zelo postopoma razvijale simbiotsko razmerje.  Mutante, ki ne vsebujejo peroksisomov, lahko obnovijo peroksisome po vnosu gena divjega tipa.  Prav tako sta dve neodvisni evolucijski analizi peroksisomalnega proteoma pokazali homologijo med peroksisomskim uvoznim kompleksom in potjo ERAD v endoplazemski retikulum , skupaj s številnimi presnovnimi encimi, ki so verjetno pridobljeni iz mitohondrijev.  V zadnjem času se domneva, da bi lahko imel peroksisom aktinobakterijski izvor , vendar stroka ni zedinjena. 

## Geni
PEX geni kodirajo proteine ("peroksine"), ki so potrebne za pravilno delovanje peroksisomov. Med organizmi se lahko oštevilčenje in delovanje peroksinov razlikuje. Geni, ki kodirajo proteine peroksine, so: PEX1, PEX2 (PXMP3), PEX3, PEX5, PEX6, PEX7, PEX9,  PEX10, PEX11A, PEX11B, PEX11G, PEX12, PEX13, PEX14, PEX16, PEX19, PEX26, PEX28, PEX30 in PEX31. 

## Sorodni organeli
Druge organele iz družine mikroteles, povezane s peroksisomi, vključuje glioksisome rastlin in nitastih gliv  in Woronijevih telesa nitastih gliv.